# Chris Roodbeen
Christoffel Marinus (Chris) Roodbeen (Rotterdam, 3 april 1930 – Woudrichem, 10 april 2017) was een Nederlands tekenaar.

## Levensloop
De in Rotterdam geboren Roodbeen was aanvankelijk grafisch ontwerper. Rond 1960 was hij enkele jaren striptekenaar voor het blad Olidin waar hij de strips Ahmed en De Roemrijke Avonturen van Papom tekende. Ook illustreerde hij in onder andere voor Rotterdams Nieuwsblad en Margriet.
In de jaren zeventig was hij illustrator en striptekenaar voor uitgeverij Malmberg. Zijn werk verscheen in Malmbergs tijdschriften Okki, Taptoe en Jippo. Ook werkte hij in de jaren zeventig als illustrator en rechtbanktekenaar voor de Haagsche Courant. Vanaf 1981 was hij in deze functies in vaste dienst van De Telegraaf. Hij was onder meer aanwezig bij zaken tegen Koko Petalo, Ari Olivier, Willem Holleeder, Lucia de Berk en de Bende van Venlo.
Van december 2016 tot maart 2017 werd onder de titel "Uit het leven getekend. Rechtbanktekeningen van Chris Roodbeen" een selectie van het werk van Roodbeen tentoongesteld in de Kunsthal Rotterdam. 
Het Nederlands Instituut voor Beeld en Geluid beheert de collectie van Chris Roodbeen.
Chris Roodbeen woonde in Woudrichem en was tot kort voor zijn overlijden actief. Hij stierf in 2017 op 87-jarige leeftijd aan prostaatkanker.
- International Standard Name Identifier: 0000 0003 9549 464X
- Nederlandse Thesaurus van Auteursnamen: 068851359
- RKD-Nederlands Instituut voor Kunstgeschiedenis: 94649
- Virtual International Authority File: 290242009